# Tujetsch
Tujetsch (německy Tavetsch) je obec ve švýcarském kantonu Graubünden, okresu Surselva. Nachází se v údolí Předního Rýna, asi 60 kilometrů jihozápadně od kantonálního hlavního města Churu, v nadmořské výšce 1450 metrů. Žije zde přibližně 1 200 obyvatel.

## Geografie
Území obce leží v oblasti zvané Cadi na Předním Rýnu, nejvýše položené části regionu Surselva. Rozkládá se od průsmyku Oberalppass až za vesnici Bugnei a je tak nejzápadnější obcí kantonu Graubünden. Sousedí s kantony Uri a Ticino.
Tujetsch se skládá z těchto jedenácti místních částí (pořadí podle polohy v údolí): Tschamut, Selva, Dieni, Rueras, Zarcuns, Camischolas, Gonda, Sedrun, Bugnei, Surrein a Cavorgia.
Jezero Tomasee (2345 m n. m.) je považováno za pramen Předního Rýna (rétorománsky Rein anteriur). Z ledovců na území obce je největší ledovec Maighels.
V obci se nachází také chata Maighelshütte (2310 m n. m.) a hora Crispalt (3076 m n. m.).

## Historie

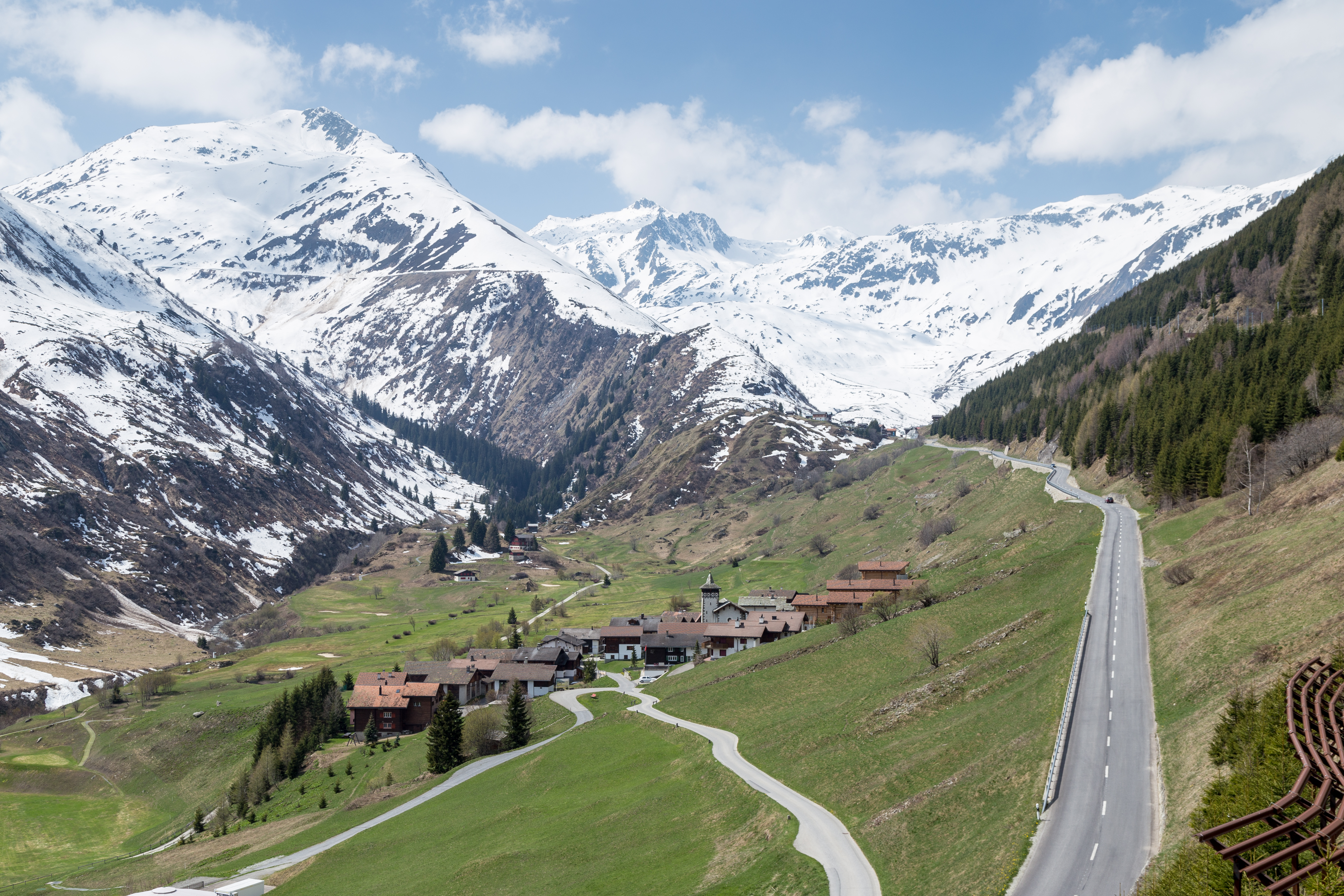
Osada Tschamut

Četné megality a kameny podél starých cest pro mezky, které slouží k orientaci, ukazují, že přechody přes Tujetschský průsmyk byly důležité již v pravěku. Po založení kláštera v Disentisu v 8. století bylo zalesněné údolí vykáceno a vznikly zde roztroušené zemědělské osady. Ve 12. století se Walserové přestěhovali přes průsmyk Oberalppass a usadili se v horní části Tujetsche. Teprve v 18. století se horští zemědělci postupně stěhovali do údolí a vytvářeli jednotlivé vesnice. Sedrun, kde byl v roce 1205 vysvěcen farní kostel, se stal hlavní vesnicí Tujetsche. Vesnice s názvem Tujetsch však nikdy neexistovala.
Nejmenší švýcarské plemeno ovcí, Tavetsch, pochází z Tujetsche. Zvířata, jejíž poslední exempláře uhynuly v roce 1954 v zoologické zahradě Lange Erlen v Basileji, se podobala malým, robustním ovcím z období neolitu, u nichž byly samice také rohaté. Nadace ProSpecieRara se od roku 1984 zabývá opětovným šlechtěním ovcí Tavetsch s nekříženými ovcemi z Vrinu a Medelu.

## Obyvatelstvo
| Rok            | 1718 | 1835  | 1850 | 1900 | 1950  | 1960  | 1980  | 2000  | 2003  | 2010  | 2020  |
| Počet obyvatel | 832  | 1 121 | 979  | 810  | 1 122 | 1 957 | 1 855 | 1 525 | 1 739 | 1 732 | 1 183 |

Obyvatelé obce hovoří převážně jazykem tuatschin, jedním ze surselvských dialektů rétorománštiny.

## Doprava

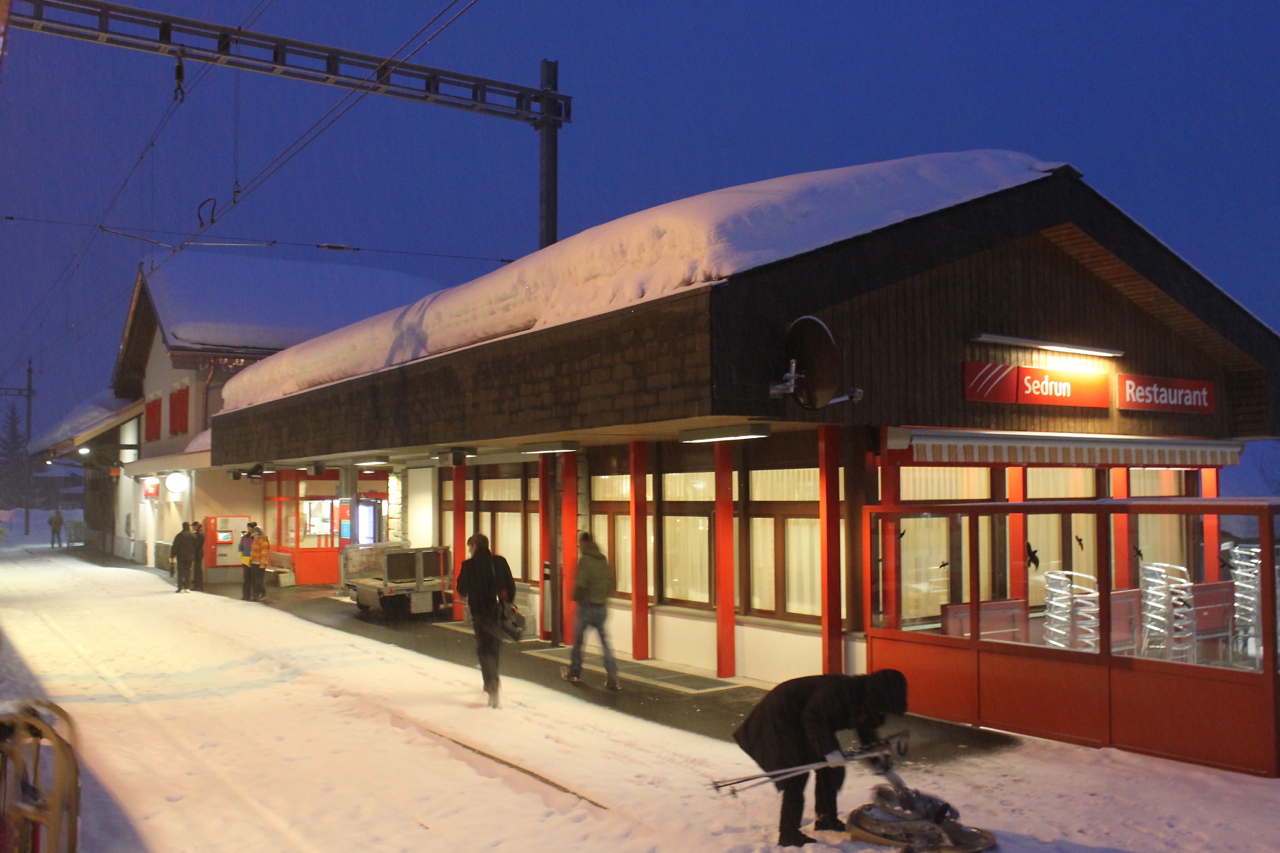
Železniční stanice Sedrun

Obcí prochází železniční trať bývalé společnosti Furka-Oberalp-Bahn (dnes součást Matterhorn Gotthard Bahn), vedoucí z Disentisu do Andermattu. Trať byla otevřena roku 1926 a je elektrifikována střídavou soustavou 11 kV 16,7 Hz. Železnice je jediným zimním spojením na západ, kantonální silnice č. 19 přes průsmyk Oberalp je totiž v zimním období uzavřena.